# Zappos

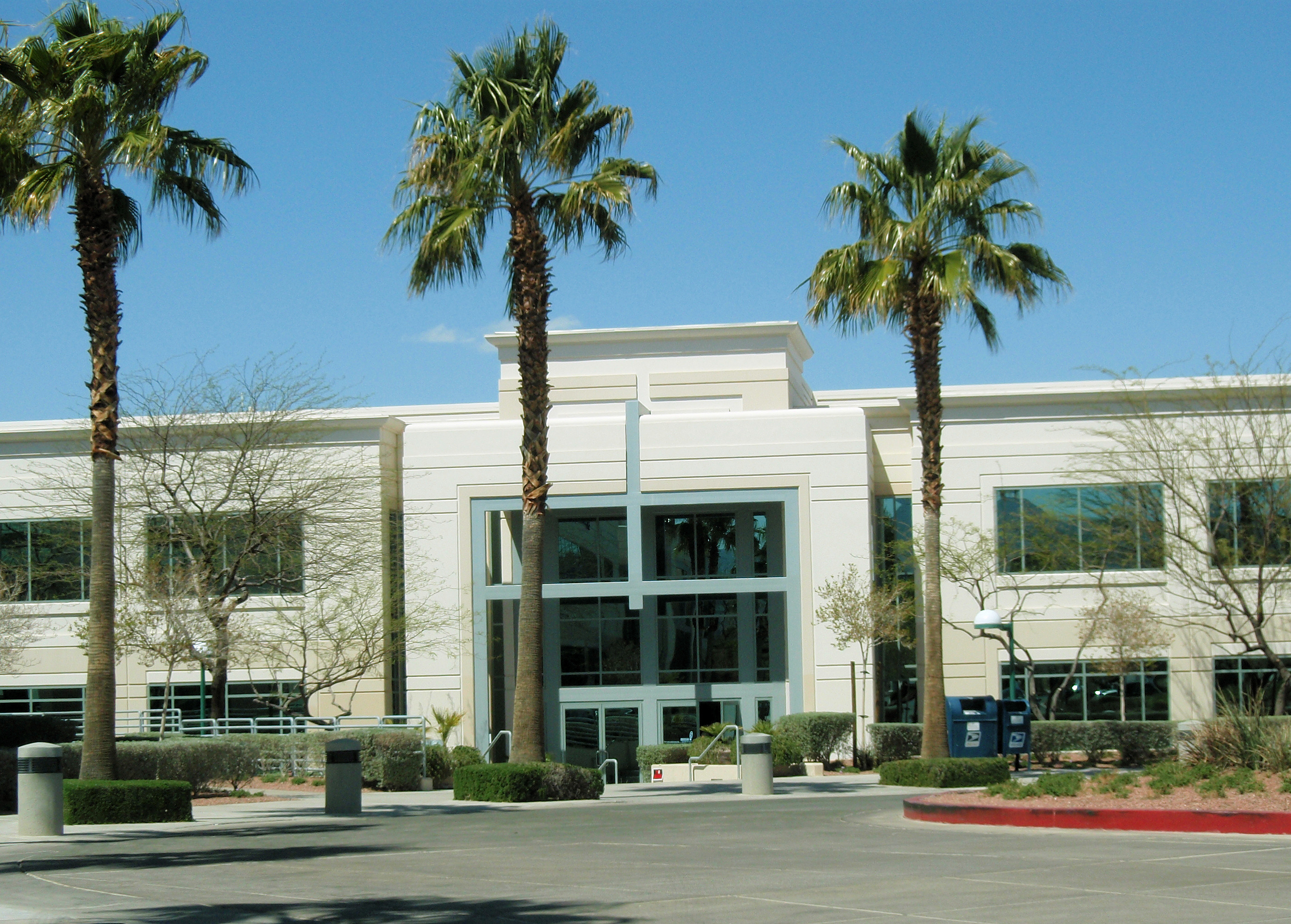
Der Hauptsitz von Zappos in Henderson, Nevada

Zappos (englisch [ˈzæpoʊs]) ist ein amerikanischer Onlineshop, der sich auf den Verkauf und Versand von Schuhen und Modeartikeln spezialisiert hat.
Der Sitz des Unternehmens ist in Henderson, Nevada (USA). Das Unternehmen beschäftigt über 1.500 Angestellte und verfügt über ein eigenes Versandcenter in Shepherdsville, Kentucky ebenfalls in den USA.

## Geschichte
Als Risikokapitalgeber konnte Swinmurn den damals 24-jährigen Tony Hsieh mit an Bord holen. Dieser sorgte ein Jahr zuvor für Furore, nachdem er sein StartUp LinkExchange für 265 Millionen Dollar an Microsoft verkaufte. Die ihm von Swinmurn präsentierten Zahlen, nach denen bereits 1998 etwa fünf Prozent aller US-Schuhverkäufe über Katalogbestellungen abgewickelt wurden, überzeugten den Jungunternehmer. Swinmurn hatte seine Nische gefunden und gründete 1999 die Firma Zappos (angelehnt an das spanische Wort zapatos, welches für Schuhe steht).
Das Unternehmen vervierfachte seinen Umsatz auf 8,6 Millionen USD. Im darauffolgenden Jahr eröffnete das Unternehmen ein eigenes Fulfillment-Center in Shepherdsville, Kentucky. Werbekosten waren minimal und das Unternehmen wuchs vor allem durch Mundpropaganda. Im Jahr 2003 steigerte das Unternehmen seinen Umsatz auf 70 Millionen USD. Im Jahr 2004 investierte das Risikokapital-Unternehmen Sequoia Capital 35 Millionen USD in Zappos.com. Im selben Jahr verlegte das Unternehmen seinen Hauptsitz von San Francisco nach Las Vegas. 2004–2007 verdoppelte Zappos den Umsatz auf 840 Millionen USD.
2013 zog das Unternehmen in die ehemalige Las Vegas City Hall.

## Übernahme durch Amazon
Im Juli 2009 übernahm Amazon.com für rund 850 Millionen Dollar den Online-Schuhladen Zappos. Amazon kündigte an, den Kaufpreis mit eigenen Aktien im Wert von 888 Millionen Dollar begleichen zu wollen, zusätzlich mit 40 Millionen Dollar in bar für die Zappos-Beschäftigten. Der Gesamtumfang der Übernahme belief sich somit auf 928 Millionen Dollar.

## Produkte
Das Unternehmen erwirtschaftet 80 Prozent des Umsatzes durch den Onlinevertrieb von Schuhen und Schuhzubehör, weitere 20 % entfallen auf Haushaltswaren, Taschen, Schmuck und Kosmetika. Derzeit werden rund 50.000 verschiedene Artikel online angeboten.

## Organisationsform
Das Unternehmen ist dafür bekannt, intern nach den Regeln der Holokratie organisiert zu sein und gilt damit als Vorreiter. Über die Jahre hat sich Zappos jedoch immer mehr von dieser Organisationsform entfernt. 2017 rückte Zappos von der Holokratie ab: John Bunch, der die Einführung von Holacracy mitleitete, erklärte, dass das Unternehmen bei seinen Geschäftskennzahlen auf einige „große Herausforderungen“ stieß und versuchte, den Fokus der Mitarbeiter wieder auf den Kunden zu lenken (ein oft zitierter Kritikpunkt an Holokratie ist, dass es zu sehr intern ausgerichtet ist). Im März 2017 hatte der E-Retailer seine Strategie geändert, um hier Abhilfe zu schaffen.